# Tobias Lütke
Tobias "Tobi" Lütke (16 de julho de 1981) é um empresário e filantropo alemão, mais conhecido por ser fundador e CEO da Shopify, uma empresa de comércio eletrônico com sede em Ontário, Canadá. Ele fez parte da equipe principal da Ruby on Rails e criou produtos de código aberto.

## Infância e educação
Lütke nasceu em Koblenz, Alemanha, em 1981. Ele ganhou um computador de seus pais aos seis anos de idade. Aos 11 ou 12 anos, ele começou a reescrever o código dos jogos que jogava e a modificar o hardware do computador como passatempo. Lütke abandonou a escola e entrou em um programa de aprendizado na Koblenzer Carl-Benz-School para se tornar programador. Ele se mudou da Alemanha para o Canadá em 2002.

## Carreira
Em 2004, Lütke, junto com seus sócios, Daniel Weinand e Scott Lake, lançou a Snowdevil, uma loja online de snowboard. Lütke construiu uma nova plataforma e-commerce para a empresa, usando Ruby on Rails. Logo depois, os fundadores do Snowdevil mudaram seu foco dos snowboards para o comércio eletrônico e lançaram o Shopify em 2006. Atualmente, ele possui 7% da Shopify, que abriu o capital em 2015.
A The Globe and Mail nomeou Lütke como "CEO do ano" em novembro de 2014. Lütke foi presenteado com a Cruz de Serviço Meritório em 5 de novembro de 2018, por seu trabalho no apoio ao crescimento da indústria de tecnologia canadense. Em 2019, Lütke doou $ 1.000.001 para Team Trees, a maior doação em 14 de dezembro de 2022. Em 2021, Lütke doou $ 1.200.001 para Team Seas, a 4ª maior doação em 14 de dezembro de 2022.
Em 8 de setembro de 2021 foi anunciado que Lütke, junto com antigos e atuais altos executivos da Shopify, investiram US$ 3 milhões na empresa Creative Layer.